# Menesia yuasai
Menesia yuasai är en skalbaggsart som först beskrevs av J. Linsley Gressitt 1935.  Menesia yuasai ingår i släktet Menesia och familjen långhorningar. Inga underarter finns listade i Catalogue of Life.